# Saison 2006-2007 de Liège Basket
La saison 2011-2012 de Liège Basket est la 40e saison du club et la 7e saison dans l'élite.

## Effectif
| No | Joueur              | Poste          | Taille (cm) | Naissance  | Nationalité          |
| -- | ------------------- | -------------- | ----------- | ---------- | -------------------- |
| 4  | Xavier Collette     | Meneur         | 184         | 24/04/1985 | Belgique             |
| 5  | Travis Conlan       | meneur         | ?           | ?          | États-Unis           |
| 6  | Jean-Pierre Darmont | ?              | ?           | ?          | Belgique             |
| 7  | Karim Souchu        | Ailier/Arrière | 198         | 30/03/1979 | France               |
| 10 | Morris Finley       | Meneur         | 198         | 02/08/1981 | États-Unis           |
| 11 | Stéphane Pelle      | pivot          | 203         | 11/04/1980 | Cameroun             |
| 12 | François Lhoest     | Ailier         | 196         | 17/09/1985 | Belgique             |
| 13 | Scott Brakebill     | Ailier         | 203         | 23/03/1980 | Belgique             |
| 14 | Ryan Moss           | pivot          | 200         | 04/04/1974 | Bahamas              |
| 15 | Ronnie McCollum     | Ailier fort    | 193         | 28/12/1978 | États-Unis           |
|    | Ron Ellis           | Pivot          | 201         | 18/09/1968 | États-Unis/ Belgique |

Coach : Giovanni Bozzi ( Belgique)